# Pavelló-Saló de Te
El Pavelló-Saló de Te és un edifici aïllat, situat pràcticament just als afores del nucli urbà de Caldes de Malavella (Selva), a l'Avinguda Doctor Furest. És una obra inclosa en l'Inventari del Patrimoni Arquitectònic de Catalunya.

## Descripció
La planta inicial del pavelló de te, tenia forma de "L". Incloïa una cuina, sala de te, una saleta petita i una zona de serveis. Posteriorment l'edifici es va ampliar, allargant la "L", per poder incloure un dormitori. Al no apreciar-se cap afegit ni a les façanes ni a la coberta, fa pensar que l'ampliació es feu durant la construcció o poc després. Les obertures són quadrangulars, en arc de llinda. Destaca un porxo (a manera d'arc de triomf) en arc de mig punt i teulada, que marca l'excés a l'habitatge, al costat dret de l'edifici (la façana principal està orientada a l'Av. Dr. Furest).
La teulada és a dos vessants orientats als laterals i el ràfec que deixa veure les encavallades de fusta. Destaca un drac que havia sostingut una làmpada (almenys fins a 1998), fets de treball de forja, a la cantonada esquerra de la façana principal. Quan va ser utilitzat com habitatge als anys noranta del segle xx, els interiors es van adeqüar a les noves necessitats. Per exemple a l'extrem oest s'hi afegí un volum paral·lelepíped baix que cobria funció de safareig. Les obertures no van ser modificades.
El 2006 l'edifici va canviar externament: sobre la finestra principal, unes mènsules de fusta (que no sostenien res) s'han eliminat, així com algunes de les fustes de les encavallades (potser estaven en mal estat de conservació) que sortien en el ràfec, que s'han suprimit per encavallades noves. L'edifici sembla que està en procés de restauració, de manera que no sabem com quederà al final. També s'han suprimint les "mènsules" de la façana principal, de manera que la façana ha perdut un dels elements que li donaven caràcter. Per altra banda, les noves encavallades de color de fusta, si no es pinten de color blau com les originals, l'afegitó es nota molt. Seria necessari també repintar les parets exteriors, per eliminar humitats (al darrere de l'edifici hi passa una riera, que fa que hi hagi humitats) i el ciment que ha tapat els forats que han quedat dels elements eliminats. El drac perd encant sense la làmpada.
Autor : 
| Josep Pratmarsó i Parera | Josep Pratmarsó i Parera |
| ------------------------ | ------------------------ |
|                          |                          |
| Biografia                |                          |
| Naixement                | 1913 Barcelona           |
| Mort                     | 1985 (71/72 anys)        |
| Activitat                |                          |
| Ocupació                 | Arquitecte               |
|                          |                          |

Josep Pratmarsó i Parera (Barcelona, 1913-1985)